# Majadas de Tiétar
Majadas de Tiétar (auch lediglich Majadas) ist ein spanischer Ort und eine Gemeinde (municipio) mit 1.267 Einwohnern (Stand: 2024) in der Provinz Cáceres in der Autonomen Gemeinschaft Extremadura.

## Lage und Klima
Majadas de Tiétar liegt im Osten der Provinz Cáceres nahe der Grenze zur neukastilischen Provinz Toledo in einer Höhe von ca. 265 m. Der Río Tiétar begrenzt die Gemeinde im Norden. Die Entfernung zur Hauptstadt Cáceres beträgt ca. 90 km (Fahrtstrecke) in südwestlicher Richtung. Das Klima ist meist warm und trocken; der eher spärliche Regen fällt hauptsächlich im Winterhalbjahr. Im Nordosten der Gemeinde befindet sich eine große Photovoltaikfreiflächenanlage mit einer Leistung von 50 MW, die ungefähr 28.000 Haushalte versorgen kann.

## Bevölkerungsentwicklung
| Jahr      | 1970 | 1981 | 1991 | 2001 | 2011 | 2021 |
| Einwohner | 1340 | 1028 | 1130 | 1336 | 1348 | 1338 |

Die zunehmende Mechanisierung der Landwirtschaft, die Aufgabe bäuerlicher Kleinbetriebe („Höfesterben“) und die daraus resultierende Arbeitslosigkeit auf dem Land hatten seit den 1950er Jahren zu einem deutlichen Rückgang der Einwohnerzahlen geführt.

## Sehenswürdigkeiten
- Salvatorkirche (Iglesia de San Salvador)
- Computermuseum

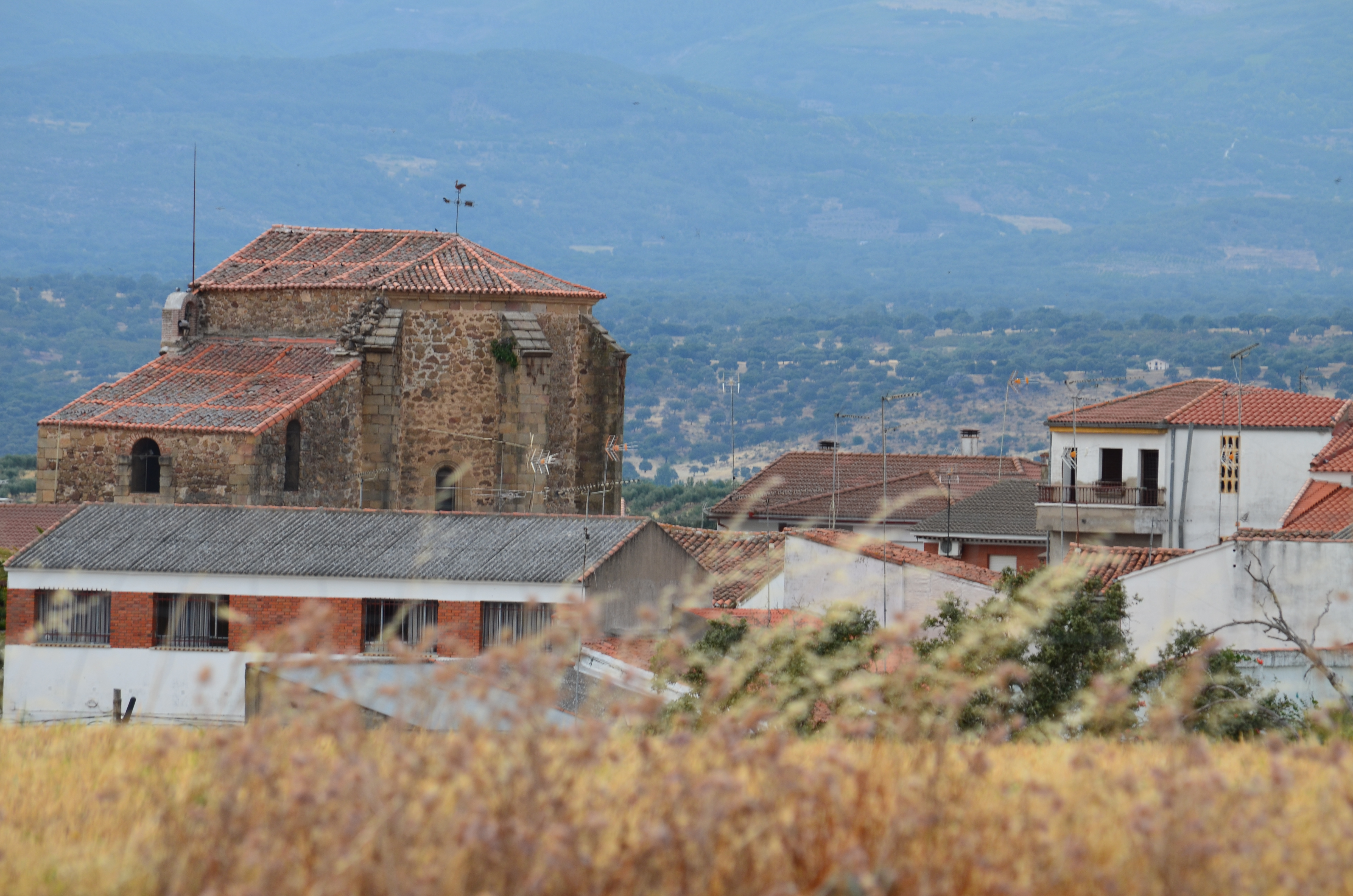
Salvatorkirche
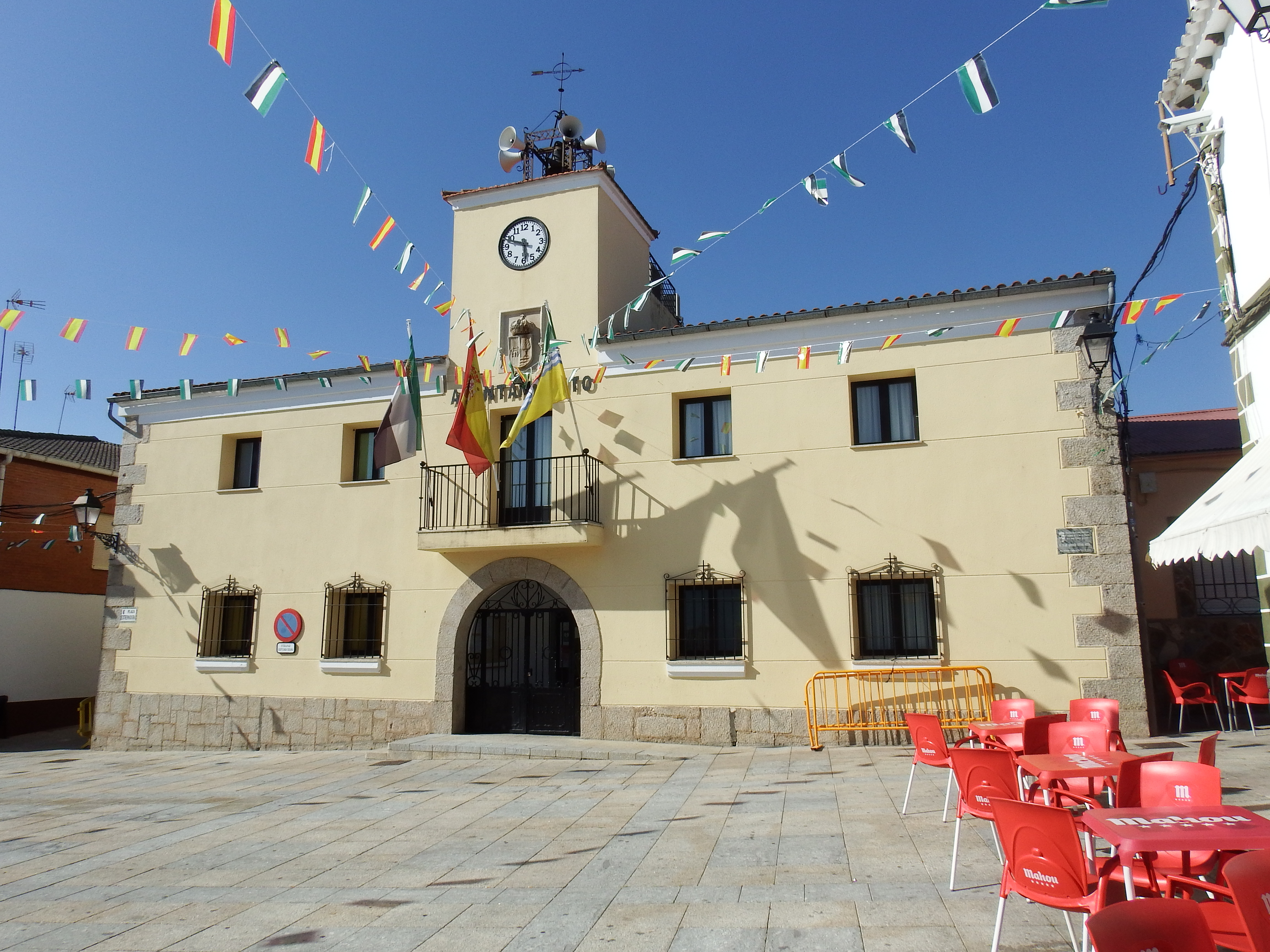
Rathaus